# Флавиньи (Шер)
Флавиньи́ (фр. Flavigny) — коммуна во Франции, находится в регионе Центр. Департамент — Шер. Входит в состав кантона Неронд. Округ коммуны — Сент-Аман-Монтрон.
Код INSEE коммуны — 18095.

## География

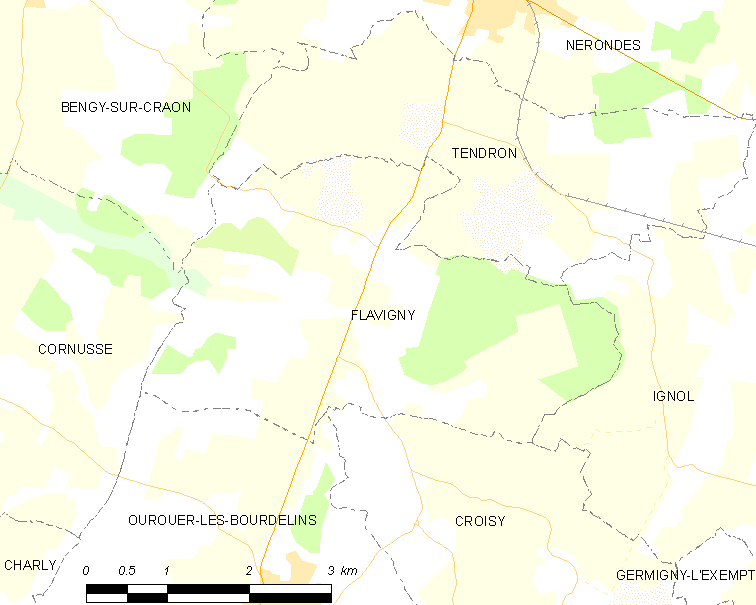
Карта коммуны

Коммуна расположена приблизительно в 220 км к югу от Парижа, в 125 км юго-восточнее Орлеана, в 34 км к юго-востоку от Буржа.
По территории коммуны протекает реки Эрен и Абрёвуар.

## Население
Население коммуны на 2008 год составляло 198 человек.
| 1962 | 1968 | 1975 | 1982 | 1990 | 1999 | 2008 |
| ---- | ---- | ---- | ---- | ---- | ---- | ---- |
| 170  | 214  | 192  | 204  | 172  | 184  | 198  |

## Экономика
В 2007 году среди 116 человек в трудоспособном возрасте (15-64 лет) 82 были экономически активными, 34 — неактивными (показатель активности — 70,7 %, в 1999 году было 56,7 %). Из 82 активных работали 77 человек (38 мужчин и 39 женщин), безработных было 5 (1 мужчина и 4 женщины). Среди 34 неактивных 12 человек были учениками или студентами, 9 — пенсионерами, 13 были неактивными по другим причинам.